# Pržno
Pržno este un sat din comuna Budva, Muntenegru. Conform datelor de la recensământul din 2003, localitatea are 310 locuitori (la recensământul din 1991 erau 370 de locuitori).

## Demografie
În satul Pržno locuiesc 251 de persoane adulte, iar vârsta medie a populației este de 38,9 de ani (40,3 la bărbați și 37,6 la femei). În localitate sunt 105 gospodării, iar numărul mediu de membri în gospodărie este de 2,93.
Populația localității este foarte eterogenă.
|  |

| Demografie | Demografie | Demografie |
| An         | Locuitori  | Locuitori  |
| ---------- | ---------- | ---------- |
|            |            |            |
|            |            |            |
|            |            |            |
|            |            |            |
| 1948       | 132        |            |
| 1953       | 149        |            |
| 1961       | 170        |            |
| 1971       | 173        |            |
| 1981       | 265        |            |
| 1991       | 370        | 362        |
| 2003       | 325        | 310        |

| \| Componența etnică conform recensământului din 2003[2] \| Componența etnică conform recensământului din 2003[2] \| Componența etnică conform recensământului din 2003[2] \| Componența etnică conform recensământului din 2003[2] \| Componența etnică conform recensământului din 2003[2] \| \| ----------------------------------------------------- \| ----------------------------------------------------- \| ----------------------------------------------------- \| ----------------------------------------------------- \| ----------------------------------------------------- \| \| \| \| \| \| \| \| Sârbi \| Sârbi \| \| 155 \| 50% \| \| Muntenegreni \| Muntenegreni \| \| 109 \| 35,16% \| \| Musulmani \| Musulmani \| \| 12 \| 3,87% \| \| Iugoslavi \| Iugoslavi \| \| 3 \| 0,96% \| \| Maghiari \| Maghiari \| \| 2 \| 0,64% \| \| Macedoneni \| Macedoneni \| \| 1 \| 0,32% \| \| necunoscută \| necunoscută \| \| 1 \| 0,32% \| |              |  |     |        |
| Componența etnică conform recensământului din 2003 |              |  |     |        |
| |              |  |     |        |
| Sârbi | Sârbi        |  | 155 | 50%    |
| Muntenegreni | Muntenegreni |  | 109 | 35,16% |
| Musulmani | Musulmani    |  | 12  | 3,87%  |
| Iugoslavi | Iugoslavi    |  | 3   | 0,96%  |
| Maghiari | Maghiari     |  | 2   | 0,64%  |
| Macedoneni | Macedoneni   |  | 1   | 0,32%  |
| necunoscută | necunoscută  |  | 1   | 0,32%  |